# 白背五蕊柳
白背五蕊柳（学名：Salix pentandra var. intermedia）为杨柳科柳属下的一个变种。

## 扩展阅读
- 維基物種上的相關：白背五蕊柳